# کلئوپاترا دونیا د مئوده
کلئوپاترا دونیا د مئوده (به فرانسوی: Cléo de Mérode) (زاده ۲۷ سپتامبر ۱۸۷۵ – درگذشته ۱۷ اکتبر ۱۹۶۶) یک رقاص فرانسوی در دوران زیبایی اروپا بود.

کلئوپاترا دونیا د مئوده دختر نقاش منظره اتریشی ، کارل فون مئوده (۱۹۰۹-۱۸۵۳) بود کلئو در پاریس، فرانسه زاده شده‌است.

## نگارخانه

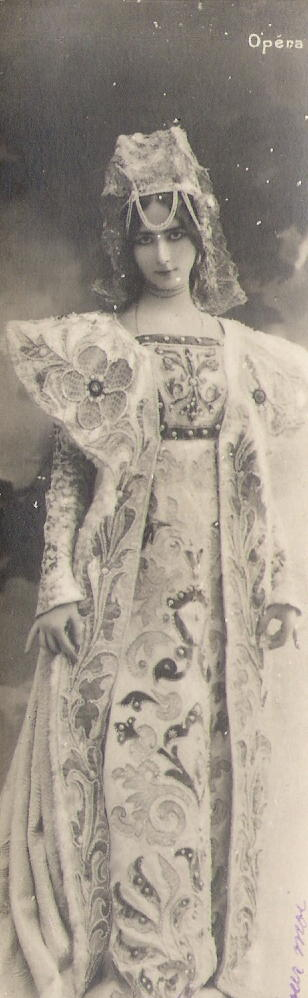
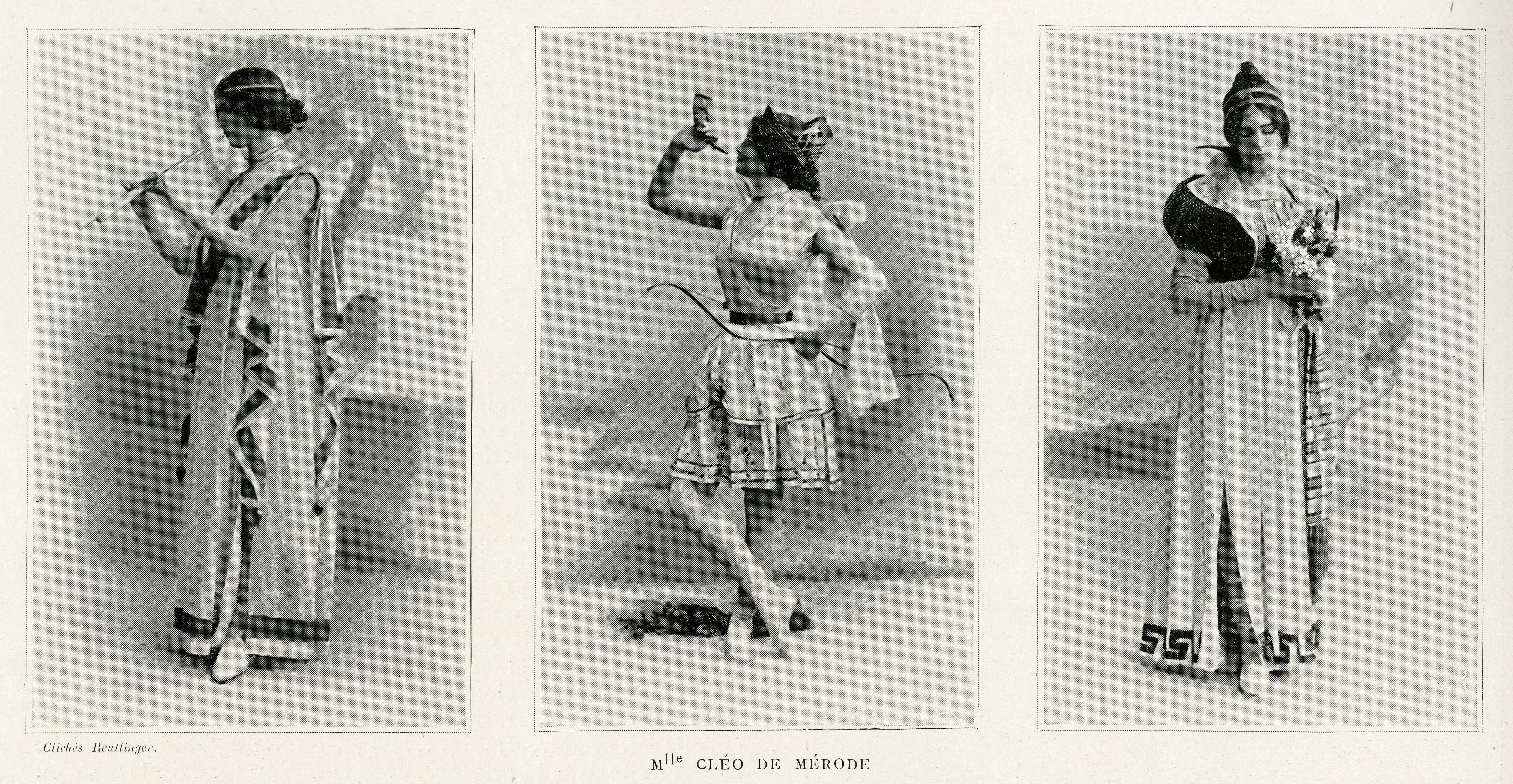
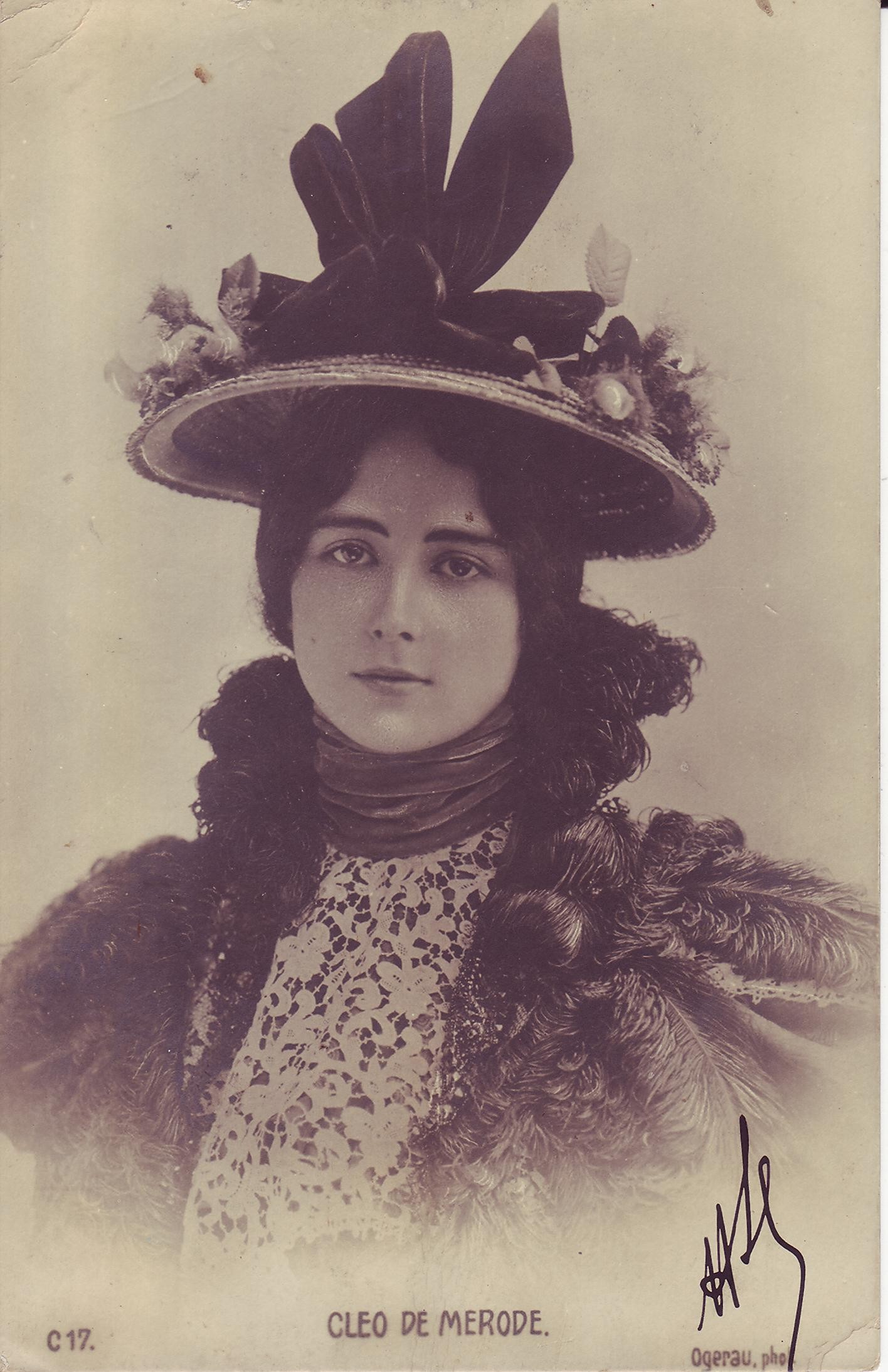
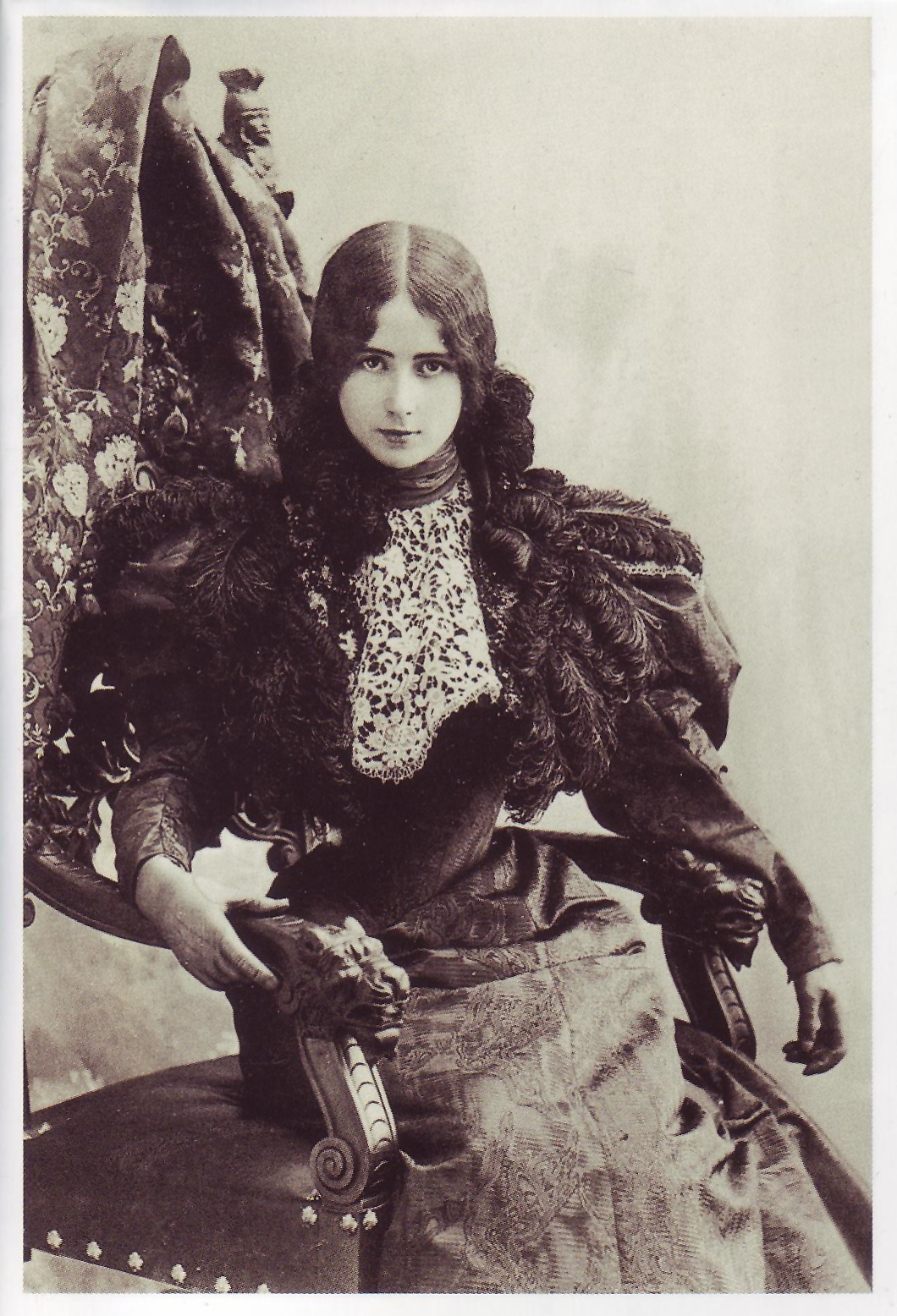
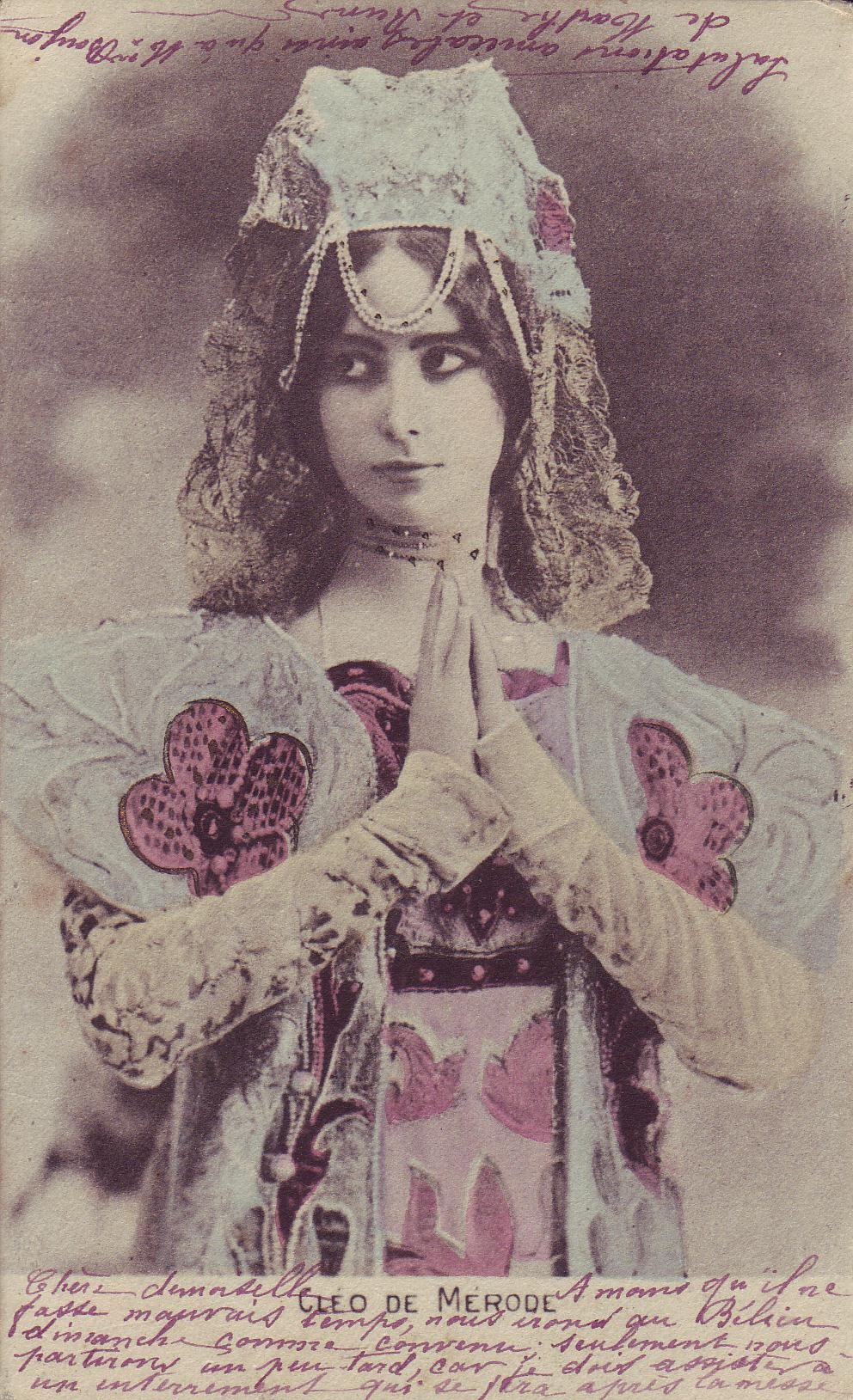
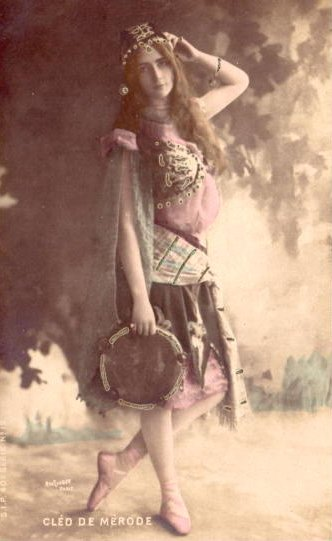
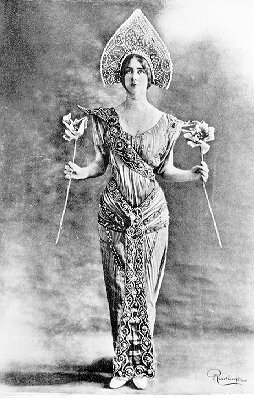